# Jungo Morita
Jungo Morita (森田 淳悟?, Morita Jungo; Kitami, 9 agosto 1947) è un ex pallavolista giapponese.

## Carriera
Ha gareggiato ai Giochi olimpici nel 1966 e nel 1972, vincendo la medaglia d'argento nella prima occasione e quella d'oro nell'altra.
Nel 2003 è stato incluso nella Volleyball Hall of Fame ad Holyoke, assieme Givi Achvlediani, Sinjin Smith e Julio Velasco.
Dopo aver abbandonato le competizioni, Morita è divenuto docente alla Università giapponese di Sport.
In seguito è stato anche un dirigente della squadra maschile di pallavolo del Giappone e membro della Coaching Commission della Fédération Internationale de Volleyball (FIVB).
È stato scelto dalla FIVB come un dei migliori pallavolisti del XX secolo.